# Mauria peruviana
Mauria peruviana är en sumakväxtart som beskrevs av José Cuatrecasas. Mauria peruviana ingår i släktet Mauria och familjen sumakväxter. Inga underarter finns listade i Catalogue of Life.